# Rogas roonensis
Rogas roonensis är en stekelart som först beskrevs av Cameron 1910.  Rogas roonensis ingår i släktet Rogas och familjen bracksteklar. Inga underarter finns listade i Catalogue of Life.